# Momodou Ceesay (Politiker)
Momodou S. Ceesay ist ein gambischer Politiker.

## Leben
| Parlamentswahl | Stimmen | Stimmanteil |
| -------------- | ------- | ----------- |
| 2017           | 474     | 49,32 %     |

Momodou Ceesay trat bei der Wahl zum Parlament 2017 als Kandidat der United Democratic Party (UDP) im Wahlkreis Janjanbureh in der Janjanbureh Administrative Region an. Mit 49,32 % konnte er den Wahlkreis vor Ebrima Sarjo (APRC) für sich gewinnen. Er war Vorsitzender der Sonderausschusses für Landwirtschaft und ländliche Entwicklung (Select Committee on Agriculture and Rural development).
Bei den Parlamentswahlen 2022 trat Ceesay nicht mehr an. Das Mandat im Wahlkreis Janjanbureh erlangte der parteilose Kandidat Omar Jammeh (* 1983).